# ジャクソン郡区 (アイオワ州アデア郡)
ジャクソン郡区（英語：Jackson Township）は、アメリカ合衆国アイオワ州アデア郡にある17の郡区の一つである。2000年の国勢調査では人口379人。

## 地理
ジャクソン郡区の面線は93.1平方キロメートル（35.96平方マイル）で、Bridgewaterを擁する。アメリカ地質調査所によると、この郡区には3つの墓地がある（Bryant、Cears、およびCears）。